# La Celestina P... R...
La Celestina P... R... è un film del 1965 diretto da Carlo Lizzani.
Il film è ispirato alla commedia spagnola del Cinquecento La Celestina di Fernando de Rojas.

## Trama
Celestina sembra un'efficiente donna d'affari, invece fa venire uomini in casa sua.
Denunciata, se la cava grazie all'aiuto dei politici.

## Critica
Gian Piero Brunetta ritiene questo film, che ha nel titolo il termine, parodiato, Public Relations, uno specchio di tempi di crisi e di crisi del linguaggio, nonché tra le opere che entrano di diritto nel gruppo di quelle «da salvare della commedia italiana del periodo».

## Curiosità
- Il grattacielo nel quale vengono realizzate alcune scene, con l'imprenditore amico di Celestina, anche una festa, è la torre Galfa di Milano.